# Antipathes regularis
Antipathes regularis är en korallart som beskrevs av Cooper 1903. Antipathes regularis ingår i släktet Antipathes och familjen Antipathidae.
Artens utbredningsområde är Indiska oceanen. Inga underarter finns listade i Catalogue of Life.